# Balogh család (galántai)

A nemes és gróf galántai Balogh egy középkori felmenőkkel bíró magyar nemesi család.

## Története
Ez a család Pozsony vármegyéből származik, első ismert őse, Ferenc, Semptén szolgált várnagyként. 1552-ben armálist kapott, utódai később átszármaztak Bars, Gömör, Komárom és Nyitra vármegyékbe is. 1664-ben Galántán Balog Pál szerepelt a török adóösszeírásban.
A család 1700-ban költözött Barsba, ahol Füss, Pozba, Nagyvalkház, Ohaj és Baróczpuszta földbirtokosai lettek.
A család tagjai közül kiemelendők Balogh Miklós váci megyés püspök, János, Gömör vármegye alispánja és a hétszemélyes tábla bírája, és testvére, István barsi alispán. László 1760-ban altárnok, majd országos levéltárnok volt, 1773-ban grófi rangot kapott. Fiai, Károly és Sándor nagyrészt eladták földbirtokaikat györgyei és füzesmegyeri Bencsik Józsefnek, 1788-ban. János gömöri alispán János nevű fia barsi főjegyző, majd komáromi alispán is volt, míg végül több ízben országgyűlési képviselő is. Fia, János, szintén szerepelt az országgyűlésben, Aranyosmarót képviselőjeként. A család utolsó tagjai Viktor huszárkapitány és János barsendrédi birtokosok voltak.
Utolsó ismert apai ágú leszármazottja Balogh Artúr (1936. december 6. – 2020.október 26.). A család anyai ágon tovább folytatódott, Selmeczi Elek dramaturg, Selmeczi Tibor humorista és Selmeczi Bea dramaturg, színdarabíró személyében.[forrás?]

## Jelentősebb tagjai

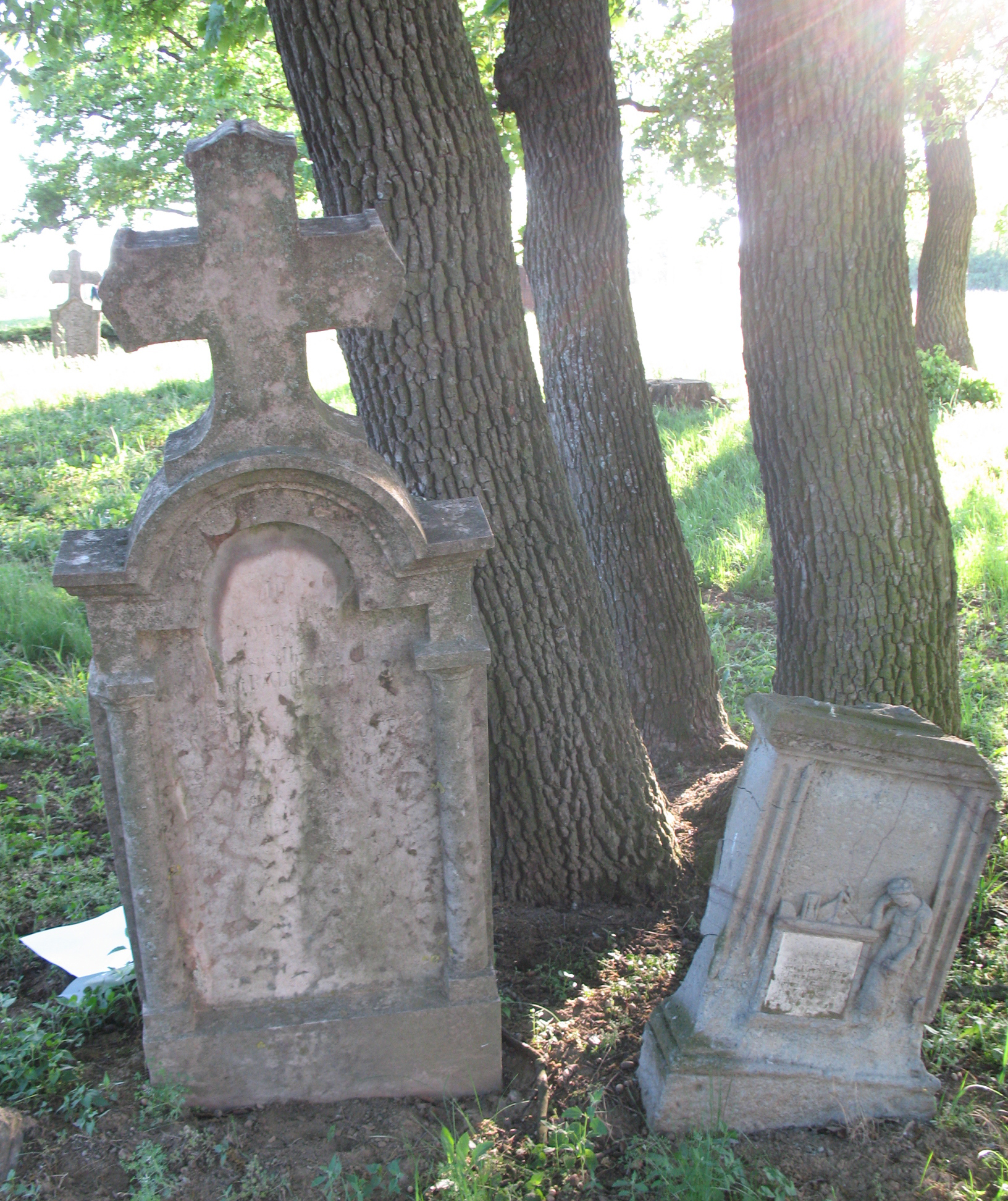
Galántai Balogh János Nyitra vármegyei táblai esküdt eltűnt és felesége jelenlegi sírja Nemespannon

- Balogh Albin (1887–1958) történész, régész, bencés szerzetes
- Balogh Artúr (1866–1951) jogász, politikus
- Balogh Béla (1885–1945) filmrendező
- Galántai Balogh János (1756–1820) Nyitra vármegye táblabírája
- Balogh János (1759–1827) politikus, Komárom vármegye alispánja
- Balogh János (1796–1872) politikus, honvédtiszt, kormánybiztos
- Balogh János (1850-1923) nyitrai szolgabíró, galgóci főszolgabíró[2]
- Balogh Miklós (1625–1689) váci megyés püspök
- (sisói) Balogh Zsigmond (1797-1873), Balogh János táblabíró fia, 1837-től verebélyi széki első alispán,[3] kéri járásbeli főszolgabíró,[4] földbirtokos[5]

## Címere
Borovszky szerint:
Címer (nemesi): kékben, hármas zöld dombon, jobbjában görbekardot, baljában kettős ezüstkeresztet tartó, koronás, kétfarkú aranyoroszlán. Sisakdísz: növő pajzsalak. Takaró: kékarany-veresezüst. A grófi címer ezüst pajzsfővel – melyben repülésre kész pacsirta áll – és két sisakkal bővült.

## Rokoni kapcsolataik
bajnai Both, szlavniczai Sándor, Török család (szendrői), kiskereszteni Hunyady, Révay család, Hédervári család, Draskovich, ...